# António Cabral (escritor)
António Joaquim Magalhães Cabral (Alijó, Castedo do Douro, 30 de Abril de 1931 - Vila Real, 23 de Outubro de 2007) foi um escritor português que se destacou em géneros como a Poesia, Ficção, Teatro, Ensaio Literário, Etnografia e Ludoteoria.

## Biografia
António Cabral frequentou o curso teológico do Seminário de Vila Real e obteve a licenciatura em Filosofia pela Universidade do Porto. Foi professor efectivo da Escola Secundária Camilo Castelo Branco. A partir de 2001 foi professor de Cultura Geral, na Universidade Sénior de Vila Real. Era conhecido pelas suas conferências  em centros culturais, escolas do ensino básico, secundário e universitário, tanto em Portugal como no estrangeiro, Galiza e Alemanha sobretudo, falando de temas que lhe eram preferidos, tais como literatura, jogos populares e pedagogia do jogo.
Como animador sociocultural, fundou em 1979 o Centro Cultural Regional de Vila Real, do qual foi Presidente da Direcção até 1991, ano em que passou a ser o Presidente da Assembleia Geral. Foi sobretudo na investigação e organização de festas de jogos populares que a sua acção se tornou mais notória. Através deste Centro promoveu cinco encontros de escritores e jornalistas de Trás-os-Montes e Alto Douro: em Vila Real (1981), Chaves (1983), Bragança, Mirandela e Miranda do Douro (1984), Lamego, Régua e Alijó (1985) e Vila Real (1997). Foi perito do Conselho da Europa no II Estágio Alternativo Europeu sobre Desportos Tradicionais e Jogos Populares, realizado em Lamego, em 1982. Foi ainda o principal responsável pela organização dos Jogos Populares Transmontanos e Jogos Populares Galaico-Transmontanos, com início respectivamente em 1977 e 1983. No Fundo de Apoio aos Organismos Juvenis, que antecedeu o Instituto da Juventude, desempenhou os cargos de Delegado do Distrito de Vila Real e Coordenador da Zona Norte, entre 1974 e 1976. Foi Presidente da Direcção e mais tarde Presidente da Assembleia Geral, da Associação Nacional de Animadores Socioculturais, fundada em 1995. Desde Março de 1996 até final de Janeiro de 2004, foi Delegado do INATEL no Distrito de Vila Real, o que lhe permitiu privilegiar a cultura popular.
No domínio das letras e das artes fundou em Vila Real, em 1962, a revista Setentrião, a revista Tellus de que foi o primeiro director em 1978, e o mensário Nordeste Cultural, em 1980. Era membro do Conselho de Redacção da revista galaico-portuguesa O Ensino. Foi agraciado com as medalhas de prata de mérito municipal de Alijó (1985) e de Vila Real (1990). Foi seleccionado para Maletas Literárias de duzentos livros portugueses, no programa Territórios Ibéricos em 2004-2005. Teve uma colaboração dispersa por revistas e jornais portugueses e estrangeiros, salientando-se a colaboração semanal entre Novembro de 1993 e Janeiro de 1995 no jornal Público, com textos sobre tradições populares. Colaborou ainda com o Semanário Transmontano, com o jornal Entre Letras, de Tomar, e com os periódicos Notícias do Douro e Notícias de Vila Real. Teve participação em programas de rádio e de televisão, colectâneas escolares, obras colectivas e antologias de poesia, tais como Poesia Portuguesa do Pós-Guerra, Poesia 71, Oitocentos Anos de Poesia Portuguesa, Hiroxima, Vietname, Poemabril, Ilha dos Amores, O Trabalho, Poetas Escolhem Poetas. Alguns poemas de António Cabral foram cantados por Manuel Freire, Adriano Correia de Oliveira e Francisco Fanhais. Prefaciou e/ou fez a apresentação de diversos livros, entre eles, Cantar de Novo, de José Afonso e Ser Torga, de Fernão Magalhães Gonçalves e também de obras de escritores transmontanos com projecção nacional como Bento da Cruz e António Manuel Pires Cabral.

### Poesia
- 1951 - Sonhos do meu Anjo
- 1956 - O Mar e as Águias
- 1958 - Falo-vos da Montanha
- 1960 - A Flor e as Palavras (1º Prémio de Manuscritos do SNI)
- 1963 - Poemas Durienses
- 1967 - Os Homens Cantam a Nordeste
- 1971 - Quando o Silêncio Reverdece
- 1976 - A Hierarquia dos Na(ba)bos
- 1977 - Emigração Clandestina
- 1979 - Aqui, Douro
- 1983 - Entre o Azul e a Circunstância
- 1993 - Novos Poemas Durienses
- 1996 - Festa de Natal e Reis: poesia, música, teatro
- 1997 - Bodas Selvagens
- 1999 - Antologia dos Poemas Durienses
- 2000 - O Peso da Luz nas Coisas
- 2003 - Ouve-se um Rumor e Entre Quem É
- 2003 - Contos de Natal para Crianças
- 2007 - O Rio Que Perdeu as Margens
- 2007 - A Tentação de Santo Antão (obra publicada postumamente)

### Ficção
- 1983 - Festa em Setembro; Jogos Populares em Sabrosa; Pedro e Isabel
- 1990 - Memória Delta
- 1995 - A Noiva de Caná
- 2005 - O Prometeu Agrilhoado Hoje

### Teatro
- 1975 - O Herói (2º prémio da Academia Teresopolitana de Letras, Teresópolis, Brasil, em 1964)
- 1977 - A Linha e o Nó
- 1977 - 7 Peças em um Acto
- 1994 - Semires
- 2005 - A Fraga das Dunas
- 2008 - A Moura Encantada

### Etnografia
- 1980 - Jogos Populares Transmontanos
- 1983 - 14 Jogos Populares
- 1985 - Cancioneiro Popular Duriense
- 1986 - Jogos Populares Portugueses
- 1988 - Os Jogos Populares: Onze Anos de História: 1977-1988
- 1990 - Teatro Popular: a Criação do Mundo ou o Ramo
- 1991 - Jogos Populares Infantis
- 1993 - Adeus, Adeus, ó Castedo: Apontamento Monográfico sobre Castedo do Douro
- 1998 - Jogos Populares Portugueses de Jovens e Adultos
- 1991 - Jogos Populares e Provérbios da Vinha e do Vinho
- 2001 - A Cantiga e o Romance Popular no Alto Douro

### Ludoteoria
- 1981 - Os Jogos Populares e o Ensino
- 1984 - A Perspetiva Cultural dos Jogos Populares
- 1990 - Teoria do Jogo
- 1992 - A Imitação e a Competição no Jogo Infantil
- 1994 - O Modelo Lúdico do Ensino-Aprendizagem
- 1999 - Tradições Populares – I
- 1999 - Tradições Populares – II
- 2001 - O Jogo no Ensino
- 2002 - O Mundo Fascinante do Jogo

### Ensaio

#### Literatura
- 1965 - História da Literatura Portuguesa
- 1971 - Morfologia Literária
- 1977 - Miguel Torga, o Orfeu Rebelde